# Psorochroa schauinslandi
Psorochroa schauinslandi là một loài bọ cánh cứng trong họ Elateridae. Loài này được Schwarz miêu tả khoa học năm 1901.